# Нострдам, Жан де
Жан де Нострдам (фр. Jean de Nostredame, 1507? — 1576/1577) — провансальский юрист, историк и поэт, брат известного врача и астролога Мишеля де Нострдама (Нострадамуса).
Сын нотариуса из города Сен-Реми-де-Прованс Жака (Жауме) Нострдама и Рене де Сен-Реми, дочери Жана де Сен-Реми, врача, некогда бывшего придворным лекарем короля Рене Доброго. Дед Жана по отцовской линии, Пьер Нострдам, из семьи испанских евреев, перебравшихся в Прованс, также был врачом при дворе герцога Калабрийского. В 1502 вся семья: оба деда, отец и мать перешли в католичество под угрозой запрета на профессию.
Был известным юристом, закончившим карьеру в должности прокурора парламента в Экс-ан-Провансе. Помимо этого занимался литературой и многолетними изысканиями в области провансальских древностей.
Основным сочинением Жана де Нострдама являются Жизнеописания древних и наиславнейших провансальских поэтов, во времена графов Прованских процветших, изданные в 1575 в Лионе (репринтное издание выпущено в 1970 в Женеве). Исследователи XIX века (К. Барч, П. Мейер) высказались о Жизнеописаниях как об откровенной мистификации, но литературоведы конца XX столетия (Р. Лафон, Ф. Гарди, Ж.-И. Казанова) оценивают это произведение не столь однозначно, поскольку наряду с обильным вымыслом там содержатся и достоверные сведения.
Кроме этого перу Нострдама принадлежат вымышленное Житие святого Эрментера, провансальско-французский словарь, стихи на провансальском и исторический труд Хроника Прованса, завершённый племянником, Сезаром де Нострдамом, сыном Мишеля, и изданный на французском в 1614 году.

## Издания
- L’histoire et chronique de Provence de Caesar de Nostradamus. Lyon, 1614 Gallica Архивная копия от 9 марта 2016 на Wayback Machine
- Jehan de Nostredame. Les vies des plus célèbres et anciens Poètes provensaux, qui ont fleuri du temps des comtes de Provence / Ed. C. Chabaneau. P., 1913

### На русском
- Жан де Нострдам. Жизнеописания древних и наиславнейших провансальских пиитов, во времена графов Провансских процветших // Жизнеописания трубадуров. — М.: Наука, 1993 — ISBN 5-02-011530-4